# Jože Juvan
Jože Juvan, slovenski inženir strojništva, * 31. januar 1929, Ljubljana, Ljubljanska oblast, Kraljevina SHS, † 26. september 2013, Ljubljana, Slovenija.
Po končani osnovni šoli v Kresnicah pri Ljubljani se je leta 1940 vpisal na klasično gimnazijo v Ljubljani, a je šolanje prekinila vojna, med katero je sodeloval s partizanskim odporniškim gibanjem kot kurir. Tehnično srednjo šolo v Ljubljani je končal leta 1949.
Zaposlil se je v ljubljanski termoelektrarni, leta 1949 pa je bil premeščen v Zenico. V letih 1951–1952 je delal kot konstruktor za turbine v Turboinštitutu (Ljubljana), 1. februarja 1952 pa se je zaposlil v TZ Litostroj. Začel je kot konstruktor črpalk, pozneje – po diplomi strojnega inženirja, ki jo je leta 1966 ob delu prejel na ljubljanski Fakulteti za strojništvo – pa je do upokojitve (1990) deloval kot vodja projektov za črpalne postaje. Sodeloval je pri več projektih, kjer je bil Litostroj izvajalec ali podizvajalec, zlasti v Egiptu in Iraku (namakalni sistem v Kirkuku, 1981-86), pa tudi po Sloveniji (JE Krško) in Jugoslaviji.